# António Ferro (mestre de Música)
António Ferro (Portalegre, século XVI — Portalegre?, século XVII) foi um compositor e mestre de Música português ativo durante o Renascimento.

## Biografia

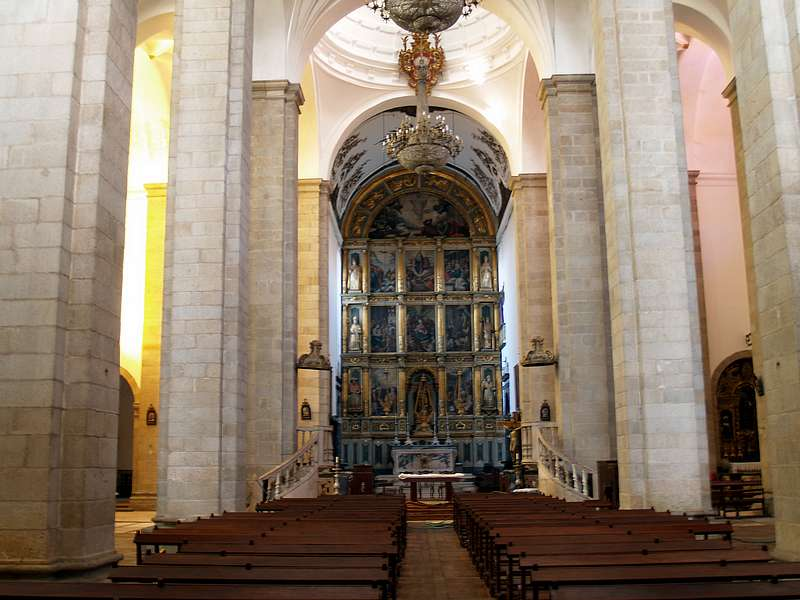
Sé de Portalegre

Sabe-se muito pouco da vida de António Ferro. Nasceu no século XVI em Portalegre e recebeu formação musical do grande mestre Manuel Mendes. Este também formou outros nomes cimeiros da Música portuguesa do Renascimento como Duarte Lobo, Filipe de Magalhães, Manuel Cardoso e Manuel Rebelo; contudo, da produção musical de António Ferro nada se conhece.
A importância deste músico portalegrense advém da sua atividade como mestre na Sé de Portalegre. Diogo Barbosa Machado caracteriza-o como um "grande" professor, embora não lhe dedique uma entrada na sua obra Biblioteca Lusitana. Foi da sua escola que saíram compositores como Manuel Leitão de Avilez (mestre de capela em Úbeda e Granada), Manuel de Tavares (mestre de capela em Baeza, Múrcia, Las Palmas e Cuenca) e João Baptista Gomes (capelão em Vila Viçosa). Morreu em data desconhecida, já no século XVII.